# Tessère de Lhamo
Lhamo Tessera
Pour les articles homonymes, voir Lhamo.
La tessère de Lhamo (désignation internationale : Lhamo Tessera) est un terrain polygonal situé sur Vénus dans le quadrangle de Lada Terra. Il a été nommé en référence à Ache Lhamo, déesse tibétaine du temps et du destin.